# موش آزتک
موش آزتک (نام علمی: Peromyscus aztecus) نام یک گونه از زیرخانواده سینی‌دندانیان است.